# Lecanora achrooides
Lecanora achrooides är en lavart som beskrevs av Vain. Lecanora achrooides ingår i släktet Lecanora och familjen Lecanoraceae.   Inga underarter finns listade i Catalogue of Life.